# Dinamo Abakan
Dinamo Abakan (ros. Футбольный клуб «Динамо» Абакан, Futbolnyj Kłub "Dinamo" Abakan) – rosyjski klub piłkarski z siedzibą w mieście Abakan, działający w latach 1939–1941.

## Historia
Chronologia nazw:
- 1939: Dinamo Abakan (ros. «Динамо» Абакан)
- 1941: klub rozwiązano

Piłkarska drużyna Dinamo została założona w Abakanie w 1939 roku. W 1939 i 1940 zespół startował w rozgrywkach Pucharu Rosyjskiej RFSR wśród drużyn kultury fizycznej. Po agresji niemieckich wojsk na ZSRR w 1941 klub został rozwiązany.

## Inne
- Łokomotiw Abakan